# Olperer
L'Olperer est une montagne qui s'élève à 3 476 m d'altitude dans les Alpes de Zillertal en Autriche. Sur sa face nord, elle domine le glacier de Hintertux.

## Géographie
L'Olperer présente une forme pyramidale caractéristique. En raison de son altitude par rapport aux sommets voisins, son sommet constitue une destination d'alpinisme appréciée. Il est situé à environ 4 km à vol d'oiseau du lac de barrage de Schlegeisspeicher et environ 7 km de la station de sports d'hiver de Hintertux. Les montagnes avoisinantes sont, au nord et séparées par le col de Wildlahnerscharte (de) (3 220 m) le Grosser Kaserer (3 266 m), au sud-est en prolongement de l'arête, le Fussstein (3 381 m) et enfin au nord-est, séparées par le glacier Große Riepenkee, les Gefrorene-Wand-Spitzen (3 270 m).

## Histoire
La première ascension par l'arête sud-est eut lieu le 10 septembre 1867 par Paul Grohmann, Georg Samer et Gainer Jackl, via l'arête Riepenkar et Riepengrat.

## Ascension
Depuis 1881, le refuge d'altitude Olpererhütte (2 388 m) permet l'ascension depuis l'arête sud-est, qui constitue la voie normale. La littérature alpine donne un temps de parcours de 4 heures depuis le refuge. Le chemin longe d'abord l'arête sud-est, suit alors une marche relativement aisée mais non indiquée dans les rochers. Puis on s'attaque à l'arête même, encore peu difficile, pour atteindre ensuite le névé Schneegupf. Par la suite, le terrain devient plus exposé et difficile. Le passage le plus difficile a été facilité à l'aide d'un court câble. Malgré cette aide artificielle, l'aspect aérien et la pente marquée en font une ascension relativement technique sur certains passages, et potentiellement dangereuse vu les parois abruptes de chaque côté de l'arête. Quelques barreaux de type Duckfeet permettent de s'assurer dans les parties les plus exposées.
Une autre voie d'ascension est possible depuis le col de Wildlahnerscharte, via l'arête nord. Cette arête peut être englacée même en plein été. Techniquement, il s'agit d'escalade de niveau UIAA II à III. L'accès à la Wildlahnerscharte se fait soit depuis les hauteurs du domaine skiable de Hintertux sur le glacier de Hintertux (Gefrorene-Wand-Kees), soit depuis le refuge d'altitude Geraer Hütte (2 324 m). Depuis ce refuge, un chemin mène à un col, puis on cherche à retrouver le pied du glacier Olpererferner, crevassé en plusieurs endroits et présentant une pente forte. La littérature alpine précise un temps de parcours de 4 heures.
Une troisième arête, moins fréquentée, relie le Fußstein depuis le sommet de l'Olperer.
Il est possible de gravir plusieurs arêtes en réalisant un tour, les refuges Geraer Hütte et Olpererhütte étant reliés par un chemin, escarpé sur ses parties hautes mais bien balisé, via le col Alpeiner Scharte (2 957 m).